# Cacavellu
Il Cacavellu (còrso; pl. cacavelli ; anche caccavellu; caccaveddu in dialetto Suttanacciu; dal latino càcabus ("pentola")) è un dolce còrso generalmente a forma di ciambella, fatto di pasta lievitata. Si tratta di un dolce tipico del paese di Vico.
Nella cucina della Corsica esiste anche un dolce lievitato chiamato anche caccaveddu, tipico della regione intorno a Sartene nel sud della Corsica: è simile al dolce còrso chiamato campanile ed è anch'esso preparato tradizionalmente per la Pasqua.

## Ingredienti
I suoi ingredienti principali sono farina di frumento, lievito, sale, uova, zucchero, strutto (sdruttu), aquavita, scorza d`arancio grattugiata, brocciu e olio d'oliva. Dopo aver sciolto il lievito in un po' d`acqua , farina, uova, aquavita vengono mescolati in un impasto, che viene impastato e lasciato riposare un'ora. Poi viene fatta passare attraverso un setaccio e mescolato con uova, lo zucchero e la scorza di arancia grattugiata. All'impasto viene data una forma circolare, la miscela col brocciu viene messa sulla parte esterna, poi viene fatto un foro nel mezzo ed i bordi della pasta vengono sollevati e premuti insieme racchiudendo fra essi la miscela col brocciu, in modo che risulti una ciambella. Il dolce, posto su una placca unta di olio d'oliva, viene cotto per un'ora in forno caldo.